# Otto Mønsteds Kollegium
Otto Mønsteds Kollegium er et kollegium ved Vigerslev Allé i København SV, lige nordøst for Vestre Kirkegård.
Kollegiet har 307 værelser og et tilsvarende antal beboere. Værelserne er cirka 12 kvadratmeter store, og kollegiet er bygget op omkring 20 køkkener.
Kollegiet blev indstiftet 6. februar 1956 som en selvejende virksomhed, grundlagt af bestyrelsen i Otto Mønsteds fond. Året efter flyttede de første studerende ind på kollegiet.
Arkitektonisk er bygningen, der ligger overfor Carlsberg på modsat side af jernbanen, opført i fransk futurisme, ud fra den tanke at menneskene skulle generobre jorden, og bo i høje bygninger. Således er kollegiebygningen 11 etager, eller 27 meter, høj.
Umiddelbart nordøst for kollegiet findes Carlsberg Station, mens Vestre Fængsel findes lige sydøst for det.